# Elias Adelgren
Elias Adelgren, född i Adelövs församling, Jönköpings län, död 1719 i Adelövs församling, Jönköpings län, var en svensk präst.

## Biografi
Elias Adelgren föddes i Södra Lidarp i Adelövs församling. Han prästvigdes 1699 och blev 1700 komminister i Vimmerby landsförsamling. Adelgren blev 1712 kyrkoherde i Adelövs pastorat. Han avled där 1719.

### Familj
Adelgrens dotter gifte sig med kyrkoherden Samuel Samuelsson i Adelövs församling.